# Fusée (revue)
Pour les articles homonymes, voir Fusée.
Fusée était une revue de science-fiction publiée par les éditions Automne 67 de 1996 à 2006. On y trouvait toute l'avant-garde publiée aujourd'hui par les éditeurs grand public, Joann Sfar, Lewis Trondheim, Christophe Blain, Stéphane Blanquet, Stanislas, etc.